# 穴久保幸作
穴久保 幸作（あなくぼ こうさく、1957年4月18日 - ）は、日本の漫画家。岩手県二戸郡一戸町出身。

## 来歴
ふくしま政美、柳沢きみおのアシスタントをした後にデビュー。1990年に初連載作品『からくり剣豪伝ムサシロード』の漫画版を『SDクラブ』で開始。
1991年、ゲーム『くにおくんシリーズ』を題材とした漫画『おれは男だ! くにおくん』を『月刊コロコロコミック』で連載開始。1995年には同作で第40回小学館漫画賞児童向け部門を受賞した。
1996年からはゲーム『ポケットモンスター』のコミカライズ作品である『ふしぎポケモンピッピ』を『別冊コロコロコミック』で連載開始する。数ヵ月後には『ポケットモンスター』と改題し『月刊コロコロコミック』でも連載が始まる。同作は20年以上掲載が続く長期連載となった。
『コロコロコミック』では連載が終了すると次の号では新作を開始しており、沢田ユキオと共に『コロコロコミック』誌上での連続掲載記録を更新し続けていた（沢田は『スーパーマリオくん』の一作のみで継続中）。

## 作品リスト

### 連載
- からくり剣豪伝ムサシロード（からくりびとデザイン：大河原邦男・SDクラブ→別冊コロコロコミック→月刊コロコロコミック1990年 - 1991年、全2巻）
- おれは男だ! くにおくん（月刊コロコロコミック1991年 - 1996年、全11巻）
- 原始少年ギャオ（少年王、1996年 - 1997年、全2巻）
- ポケットモンスター（別冊コロコロコミック・月刊コロコロコミック・コロコロアニキ→コロコロオンライン 1996年 - ）
- ウルトラ兄弟ギャグ戦記 それゆけ!メビウスくん（コロコロイチバン! 13号（2007年））
- サウナウォーズ（週刊コロコロコミック[4] 2023年3月15日（前編）、2023年3月22日（後編）、2023年8月19日[5] - ） - 作者初の完全オリジナル作品かつストーリー漫画。

### 学習漫画
- おもしろ科学あそび（1983年、監修：米山正信、講談社）
- まんがクイズ ギネスブック 科学と自然の世界（1984年、講談社）